# Isa Tròlec
Joan Baptista Mengual i Llull, més conegut pel seu pseudònim Isa Tròlec, (Sanet i els Negrals, la Marina Alta, 14 de desembre 1945 - València, L'Horta, 26 de juny de 1992) va ser un escriptor valencià.

## Biografia i obra
Joan Baptista Mengual va fer estudis de medicina i filosofia a València; s'especialitzà en psiquiatria i va exercir treballs relacionats.
En l'àmbit professional desenvolupa la feina a llocs cada vegada més rellevants: assessor psicopedagògic en diversos col·legis i en el Centre per Autistes El Cau, psiquiatre del Tribunal de Menors de València, director del Centre d'Orientació i Diagnòstic de la Càtedra de Psiquiatria de la Universitat de València, cap del servei de Sanitat en la Direcció Territorial de Sanitat i Consum i cap de la Unitat de Salut Mental del Servei Valencià de Salut.
Amb el pseudònim d'Isa Tròlec, es presenta als Premis Octubre i guanya el Premi Andròmina de narrativa per la novel·la humorística Ramona Rosbif, en què recreava l'ambient de postguerra amb solucions estilístiques marcadament valencianes. L'any següent publicà Mari Catúfols, en què barrejava experiments literaris d'avantguarda amb l'ús de registres col·loquials valencians. Ambientades totes dues en la comarca de La Marina, les novel·les arreplegaven estampes del paisatge i l'estil de vida tradicional valencià i del seu ocàs durant la postguerra. Hi abundaven els retrats psicològics de dones i un punt de vista matriarcal. Aquestes dues novel·les d'estil gairebé inclassificable assoliren, això no obstant, un cert èxit que li donà renom en l'àmbit valencià a la suposada autora, i en suscità diferents reedicions. A aquestes li seguiren Bel i Babel (1980), i 7x7=49 (1984), que no gaudiren del mateix èxit.
El 1995, després de la seua mort es publica Ploure a la mar, una novel·la experimental, protagonitzada per Pau, un professor universitari i el seu gos Txufi, en què, entre altres personatges inventats, es poden entreveure, disfressats, altres de reals, com els professors de filosofia de la Universitat de València Adela Cortina i Jesús Conill. Aquesta obra és la més extensa de Joan Baptista Mengual i també la més complexa quant a lèxic, registres i trama, i es pot considerar com la seua obra de maduresa.

### Novel·les
- Cabo de palos. València: Prometeo, 1979.
- Ramona Rosbif. Pròleg de Joan Oleza. València: Tres i Quatre, 1977.
- Mari Catúfols. València: Tres i Quatre, 1978.
- Bel i Babel. València: Prometeo, 1980.
- 7x7=49. València: Tres i Quatre, 1984.
- Ploure a la mar. Alzira: Bromera, 1995.

### Altres publicacions
- 1977. El bou (Premi La Mata de Jonc d'assaig periodístic en la revista homònima d'Elx), revista Dos i Dos, València.
- "La antipsiquiatría de los grafitti", en F. Arias (ed.), Los graffiti, juego y subversión. València: Lindes.
- Balnearis al País Valencià (Premi Rafael Chalver i Consuelo Aranda d'assaig), Alberic.
- "Los retrasados mentales también tienen sexo", en Los Marginados, núm. 3, València.
- "Enseñanza especial o la sutil marginación de los retrasados". En Los marginados, núm. 5, València.
- 1978. Vicent Andrés Estellés (Premi Rafael Cornellà de retrat literari, Blanes) en: Vicent Andrés Estellés, la Marina Alta: llibre de Dénia. Pedreguer: Marina Alta, 1981.
- Lleixius de diverses cendres (Premi Ciutat d'Olot de teatre), inèdit.
- 1978. Cabo de Palos (finalista del Premi Vicent Blasco Ibáñez), València: Prometeo.
- 1978. Qui té una dobleta d'or? (Accèssit al Premi Malvarrosa de narrativa breu). València: Prometeo.
- "El suicida no puede hablar", Los Marginados, núm. 11, València.
- 1978-1984. Col·laboració setmanal en la Cartelera Turia.
- 1979. "Draps", en diversos autors. Bandera Bandera, València: Tres i Quatre.
- 1980. "Flautes d'aigua" (poema), L'Espill. València.
- 1981. Les is sense punt. Premi Francesc Puig i Llença de narrativa breu, Blanes.Tots els premis. Barcelona: Pòrtic.
- 1987. "Enfermedad mental y delito". Monografia en col·laboració amb J. Carbonell Mateu, catedràtic de dret penal, i J. L. Gómez Colomer, catedràtic de dret processal. Madrid: Civitas.